# Fionnuala Sweeney
Fionnuala Sweeney (Belfast, 1965) is een Ierse televisiepresentatrice en verslaggeefster voor de televisiezender CNN. Ze presenteert het programma World One en berichtte vroeger uit Londen de uitzendingen World News Europe en International Correspondents.
Sweeney werd geboren als kind van een rooms-katholiek gezin in Belfast, Noord-Ierland. Toen ze twaalf jaar oud was verhuisde ze met het gezin naar Dublin, de hoofdstad van de Ierse Republiek. Na de middelbare school studeerde ze journalistiek aan het National Institute for Higher Education. Na haar studies werkte ze eerst bij een radiostation en nadien een vijftal jaar als televisiejournaliste bij de Ierse publieke omroep RTÉ.
Sweeney werd in 1993 bekend als presentatrice van het Eurovisiesongfestival van 1993, dat in dat jaar plaatsvond in Ierland, in de Green Glens Arena van het plaatsje Millstreet in het graafschap Cork. Sweeney presenteerde het festival in een rechtstreekse uitzending waarin 25 landen hun lied brachten en welke door 350 miljoen kijkers werd bekeken..
In hetzelfde jaar als het songfestival maakte Sweeney de overstap naar CNN. Ze werkte bij CNN eerst als nieuwslezeres op het hoofdkantoor in Atlanta. Ze verhuisde daarna terug naar Europa, waar ze in Londen ging werken als nieuwslezeres. Ze versloeg eveneens dikwijls als buitenlandcorrespondent van CNN de gebeurtenissen in het Midden-Oosten. Zo deed ze verslag vanuit Israël en de Palestijnse gebieden in het najaar van 2003 en versloeg ze de Israëlische verkiezingen van 2001.
Sweeney versloeg ook de bomaanslagen op de Londense metro in juli 2005 en heeft regelmatig uit vele landen in Oost-Europa verslag gedaan in hun voorbereiding op hun aansluiting bij de Europese Unie.